# Сейнт Джон (Ню Брънзуик)
Сейнт Джон (на английски: Saint John; на френски: Saint John или Saint-Jean) e най-големият град в провинция Ню Брънзуик, Канада.
Има население от 67 575 жители (по данни от 2016 г.) и обща площ от 316,31 км². Получава статут на град през 1785 г., което го прави най-стария град в Канада.